# Nazim Bakırcı
Nazim Bakirci (Konya, 29 de maio de 1986) é um ciclista profissional turco.

## Palmarés
- 2008
  - 2.º no Campeonato da Turquia em Estrada

- 2011
  - 1 etapa do Tour de Isparta
  - 2.º no Campeonato da Turquia em Estrada

- 2013
- Campeonato da Turquia em Estrada

- 2015
- Tour de Ancara, mais 1 etapa

- 2016
- Tour de Mersin

- 2018
- Tour de Mesopotamia, mais 1 etapa